# Jovica Stanišić
Jovica Stanišić ⓘ (serbisch-kyrillisch Јовица Станишић; * 30. Juli 1950 in Ratkovo, Jugoslawien) ist ein ehemaliger serbischer und jugoslawischer Geheimdienstdirektor und verurteilter Kriegsverbrecher.

## Leben
Stanišić studierte Politikwissenschaften an der Universität Belgrad und trat 1974 in den jugoslawischen Geheimdienst SDB („UDBA“) ein, wo er in der Spionageabwehr als Experte mit Spezialisierung auf den KGB arbeitete. Er war an der Gefangennahme des Terroristen Ilich Ramírez Sánchez („Carlos“) beteiligt.
Von 1992 bis 1998 war er Chef des Geheimdienstes Serbiens und Jugoslawiens Resor državne bezbednosti (RDB) und galt als Nummer zwei nach dem Staatschef Slobodan Milošević. Er wurde 2003 gemeinsam mit Franko Simatović vom Internationalen Strafgerichtshof für das ehemalige Jugoslawien in Den Haag wegen Verbrechen gegen die Menschlichkeit und Verstößen gegen Kriegsgesetze oder -gebräuche während des Jugoslawien-Krieges angeklagt. Stanišić wurde später aus der Untersuchungshaft entlassen, um sich in Belgrad auf seine Verteidigung vorzubereiten.
2013 wurde Stanišić in erster Instanz von allen Anklagepunkten freigesprochen. Das Gericht hielt zwar fest, dass er Kriegsverbrecher unterstützte, finanzierte und auch militärisch ausbilden ließ, betonte aber, dass die Hilfe „genereller Natur“ gewesen sei und nicht auf die Begehung von Kriegsverbrechen abzielte. Im Mai 2017 kam es zur infolge der von der Anklage eingelegten Berufung zu einem neuen Prozess gegen Stanišić und Simatović, der im Juni 2021 mit der Verurteilung zu je zwölf Jahren Freiheitsstrafe endete. Nach Berufung wurde er 2023 zu 15 Jahren Haft verurteilt.